# Peaches (actrice pornographique)
Pour les articles homonymes, voir Peaches.
Peaches, née Judit Rusznyak le 24 février 1984 à Kazincbarkcika, est une actrice pornographique hongroise spécialisée dans les scènes lesbiennes.

## Carrière
Elle entra dans l'industrie du cinéma pour adultes en 2003, et a depuis joué dans plus de 152 films. Elle est également apparue dans le magazine Club International. Elle se produit uniquement dans des scènes lesbiennes. Sa première apparition est dans le deuxième volet de la série Pink Velvet de Viv Thomas. Elle vit avec l'actrice Gina B. qu'elle a rencontrée à 19 ans lors de sa première scène lesbienne. En 2006 elle a reçu l'award de VivThomas Babe of  the Year, tandis qu'en 2009 le film Office Girls 2, auquel elle a participé, reçoit l'award de Best movie.
Peaches est ouvertement lesbienne.

## Filmographie sélective
- 2004 : Pussy in Paradise
- 2004 : Forbidden Fruits
- 2004 : Pink Velvet 2: The Loss of Innocence
- 2005 : She Licks Girls
- 2005 : Secrets
- 2005 : In the Crack 074: Peaches & Bambi
- 2005 : In the Crack 065: Peaches
- 2005 : Girls on Girls 3
- 2005 : European Meat 3
- 2005 : Petites infirmières en chaleur
- 2005 : Sticky Fingers
- 2005 : Flash on Flesh
- 2005 : She's Mine!
- 2005 : Best of Sapphic Erotica: Volume 1
- 2005 : Leg Affair 11
- 2005 : Viv's Dream Team
- 2005 : Pink Velvet 3: A Lesbian Odyssey
- 2005 : The Art of Kissing
- 2005 : Sophie's Wet Dreams (série télévisée)
- 2005 : Sandy's Club Vol. 1
- 2005 : 8 mm 2 : Perversions fatales : Bogi
- 2005 : FTV: First Time Video Girls - Monica
- 2006 : Sugar Candy
- 2006 : Secret World of Young Nymphos 1
- 2006 : Hot Slots 1
- 2006 : Girl on Girl 2
- 2006 : Girl & Girl 14
- 2006 : Girls on Girls 7
- 2006 : Loaded: The Pissing & Fisting Adventure
- 2006 : Unfaithful
- 2007 : Glamour Dolls 1
- 2007 : Give Me Pink
- 2007 : Clit Club
- 2007 : Inside Peaches
- 2007 : Do It Yourself
- 2007 : Sticky Fingers 2
- 2007 : Sex with Eve Angel
- 2007 : Unfaithful: Part II
- 2007 : Sex with Peaches
- 2008 : Unfaithful: Part IV
- 2008 : Unfaithful: Part III
- 2008 : Top Wet Girls 2
- 2008 : My Evil Sluts
- 2008 : Give Me Pink 4
- 2008 : Eskade: The Submission
- 2008 : The Office Girls 2
- 2009 : Top Wet Girls 3
- 2009 : Strap Ons: The Platinum Collection
- 2009 : Sex Tapes with Jo & Eve Angel
- 2009 : Most Subscribed
- 2009 : Lesbian Encounters
- 2010 : Girls
- 2010 : My Girl Time
- 2010 : The Kiss
- 2010 : Budapest 1
- 2011 : Budapest 3
- 2011 : Budapest 4
- 2011 : Just Girls
- 2011 : Cat Run
- 2011 : Give Me Pink 9
- 2012 : All Over My Ass
- 2012 : Lesbian Toy Time
- 2012 : Munch Time Girls 2
- 2012 : No Man's Land
- 2012 : Only Girls Allowed 9
- 2012 : Sweet Ass Peaches
- 2013 : Back To Bed
- 2013 : Gina Loves Peaches
- 2013 : Girls Just Wanna Have Fun
- 2013 : My First Time With A Girl
- 2013 : Taste of Peaches
- 2014 : Gina's Harem
- 2014 : Girls Love
- 2014 : Lesbian Strap On Nurses
- 2014 : Sapphic Dreams
- 2015 : New Year's Bang
- 2016 : Lesbian Secret Desires 3

## Récompenses et nominations

### Récompenses
- 2006 : VivThomas Babe of the Year

### Nominations
- 2009 : AVN Award nominee – Best All-Girl Couples Sex Scene – Inside Peaches (avec Eve Angel)
- 2009 : AVN Award nominee – Female Foreign Performer of the Year
- 2009 : AVN Award nominee – Best Solo Sex Scene – Sticky Fingers
- 2011 : AVN Award nominee – Best All-Girl Couples Sex Scene – Budapest (avec Cindy Hope)